# Mysmeniola spinifera
Mysmeniola spinifera là một loài nhện trong họ Mysmenidae. Chúng được miêu tả năm 1995 bởi Konrad Thaler.